# Supercup (Handballturnier) 2007
Der Supercup 2007 war die 15. Austragung des Supercups im Handball der Männer. Das Turnier mit sechs teilnehmenden Nationalmannschaften fand vom 24. Oktober bis 28. Oktober 2007 in Deutschland statt. Die Spiele wurden im Gerry-Weber-Stadion in Halle (Westf.) und in der Westfalenhalle in Dortmund ausgetragen. Sieger wurde bei der ersten Teilnahme Polen.
Sponsor war die Centrale Marketing-Gesellschaft der deutschen Agrarwirtschaft (CMA), nach deren QS-Prüfsiegel der Pokalwettbewerb QS-Supercup hieß.

## Vorrunde

### Gruppe A
| Pl. | Land        | Sp. | S | U | N | Tore    | Diff. | Punkte |
| --- | ----------- | --- | - | - | - | ------- | ----- | ------ |
| 1.  | Russland    | 2   | 1 | 1 | 0 | 074:710 | +3    | 3      |
| 2.  | Deutschland | 2   | 1 | 0 | 1 | 076:680 | +8    | 2      |
| 3.  | Serbien     | 2   | 0 | 1 | 1 | 066:770 | −11   | 1      |

| 24. Oktober 2007 | Russland                              | 38:35   | Deutschland                       | Westfalenhalle, Dortmund Zuschauer: 6.400 Schiedsrichter: Olesen, Pedersen |
| 24. Oktober 2007 | meiste Tore: Konstantin Igropulo (10) | (16:17) | meiste Tore: Holger Glandorf (10) | Westfalenhalle, Dortmund Zuschauer: 6.400 Schiedsrichter: Olesen, Pedersen |
| 24. Oktober 2007 | Spielbericht                          |         |                                   | Westfalenhalle, Dortmund Zuschauer: 6.400 Schiedsrichter: Olesen, Pedersen |

| 25. Oktober 2007 | Russland                       | 36:36   | Serbien                        | Westfalenhalle, Dortmund Zuschauer: 2.800 Schiedsrichter: Fleisch, Rieber |
| 25. Oktober 2007 | meiste Tore: Timur Dibirow (7) | (17:20) | meiste Tore: Ivan Nikčević (9) | Westfalenhalle, Dortmund Zuschauer: 2.800 Schiedsrichter: Fleisch, Rieber |
| 25. Oktober 2007 | Spielbericht                   |         |                                | Westfalenhalle, Dortmund Zuschauer: 2.800 Schiedsrichter: Fleisch, Rieber |

| 26. Oktober 2007 | Deutschland                       | 41:30   | Serbien                           | Gerry-Weber-Stadion, Halle (Westf.) Zuschauer: 7.600 Schiedsrichter: Olesen, Pedersen |
| 26. Oktober 2007 | meiste Tore: Andrej Klimovets (7) | (22:16) | meiste Tore: Mladen Bojinović (6) | Gerry-Weber-Stadion, Halle (Westf.) Zuschauer: 7.600 Schiedsrichter: Olesen, Pedersen |
| 26. Oktober 2007 | Spielbericht                      |         |                                   | Gerry-Weber-Stadion, Halle (Westf.) Zuschauer: 7.600 Schiedsrichter: Olesen, Pedersen |

### Gruppe B
| Pl. | Land       | Sp. | S | U | N | Tore    | Diff. | Punkte |
| --- | ---------- | --- | - | - | - | ------- | ----- | ------ |
| 1.  | Polen      | 2   | 2 | 0 | 0 | 057:490 | +8    | 4      |
| 2.  | Schweden   | 2   | 1 | 0 | 1 | 054:590 | −5    | 2      |
| 3.  | Tschechien | 2   | 0 | 0 | 2 | 054:570 | −3    | 0      |

| 24. Oktober 2007 | Polen                           | 27:25   | Tschechien                                  | Westfalenhalle, Dortmund Zuschauer: 2.000 Schiedsrichter: Fleisch, Rieber |
| 24. Oktober 2007 | meiste Tore: Karol Bielecki (6) | (15:12) | meiste Tore: Karel Nocar, Petr Hrubý (je 5) | Westfalenhalle, Dortmund Zuschauer: 2.000 Schiedsrichter: Fleisch, Rieber |
| 24. Oktober 2007 | Spielbericht                    |         |                                             | Westfalenhalle, Dortmund Zuschauer: 2.000 Schiedsrichter: Fleisch, Rieber |

| 25. Oktober 2007 | Polen                            | 30:24   | Schweden                                         | Westfalenhalle, Dortmund Zuschauer: 2.800 Schiedsrichter: Olesen, Pedersen |
| 25. Oktober 2007 | meiste Tore: Mariusz Jurasik (6) | (13:12) | meiste Tore: Jonas Källman, Jonas Larholm (je 5) | Westfalenhalle, Dortmund Zuschauer: 2.800 Schiedsrichter: Olesen, Pedersen |
| 25. Oktober 2007 | Spielbericht                     |         |                                                  | Westfalenhalle, Dortmund Zuschauer: 2.800 Schiedsrichter: Olesen, Pedersen |

| 26. Oktober 2007 | Schweden                       | 30:29   | Tschechien                  | Gerry-Weber-Stadion, Halle (Westf.) Zuschauer: 7.600 Schiedsrichter: Methe, Methe |
| 26. Oktober 2007 | meiste Tore: Jonas Larholm (6) | (15:14) | meiste Tore: Jiří Vítek (7) | Gerry-Weber-Stadion, Halle (Westf.) Zuschauer: 7.600 Schiedsrichter: Methe, Methe |
| 26. Oktober 2007 | Spielbericht                   |         |                             | Gerry-Weber-Stadion, Halle (Westf.) Zuschauer: 7.600 Schiedsrichter: Methe, Methe |

## Halbfinale
| 27. Oktober 2007 | Polen                           | 32:28   | Deutschland                      | Gerry-Weber-Stadion, Halle (Westf.) Zuschauer: 9.100 Schiedsrichter: Abrahamsen, Kristiansen |
| 27. Oktober 2007 | meiste Tore: Karol Bielecki (9) | (14:11) | meiste Tore: Holger Glandorf (8) | Gerry-Weber-Stadion, Halle (Westf.) Zuschauer: 9.100 Schiedsrichter: Abrahamsen, Kristiansen |
| 27. Oktober 2007 | Spielbericht                    |         |                                  | Gerry-Weber-Stadion, Halle (Westf.) Zuschauer: 9.100 Schiedsrichter: Abrahamsen, Kristiansen |

| 27. Oktober 2007 | Schweden                       | 33:28   | Russland                       | Gerry-Weber-Stadion, Halle (Westf.) Zuschauer: 8.000 Schiedsrichter: Methe, Methe |
| 27. Oktober 2007 | meiste Tore: Jonas Källman (7) | (16:14) | meiste Tore: Timur Dibirow (8) | Gerry-Weber-Stadion, Halle (Westf.) Zuschauer: 8.000 Schiedsrichter: Methe, Methe |
| 27. Oktober 2007 | Spielbericht                   |         |                                | Gerry-Weber-Stadion, Halle (Westf.) Zuschauer: 8.000 Schiedsrichter: Methe, Methe |

## Finalspiele

### Spiel um Platz 5
| 27. Oktober 2007 | Tschechien                  | 38:31   | Serbien                           | Gerry-Weber-Stadion, Halle (Westf.) Zuschauer: 8.000 Schiedsrichter: Lemme, Ullrich |
| 27. Oktober 2007 | meiste Tore: Jiří Vítek (8) | (17:17) | meiste Tore: Rastko Stojković (6) | Gerry-Weber-Stadion, Halle (Westf.) Zuschauer: 8.000 Schiedsrichter: Lemme, Ullrich |
| 27. Oktober 2007 | Spielbericht                |         |                                   | Gerry-Weber-Stadion, Halle (Westf.) Zuschauer: 8.000 Schiedsrichter: Lemme, Ullrich |

### Spiel um Platz 3
| 28. Oktober 2007 | Deutschland                       | 36:27   | Russland                                                  | Westfalenhalle, Dortmund Zuschauer: 7.100 Schiedsrichter: Abrahamsen, Kristiansen |
| 28. Oktober 2007 | meiste Tore: Florian Kehrmann (8) | (18:11) | meiste Tore: Michail Tschipurin, Alexei Rastworzew (je 6) | Westfalenhalle, Dortmund Zuschauer: 7.100 Schiedsrichter: Abrahamsen, Kristiansen |
| 28. Oktober 2007 | Spielbericht                      |         |                                                           | Westfalenhalle, Dortmund Zuschauer: 7.100 Schiedsrichter: Abrahamsen, Kristiansen |

### Finale
| 28. Oktober 2007 | Polen                           | 27:26   | Schweden                      | Westfalenhalle, Dortmund Zuschauer: 7.100 Schiedsrichter: Lemme, Ullrich |
| 28. Oktober 2007 | meiste Tore: Karol Bielecki (6) | (14:15) | meiste Tore: Oscar Carlén (5) | Westfalenhalle, Dortmund Zuschauer: 7.100 Schiedsrichter: Lemme, Ullrich |
| 28. Oktober 2007 | Spielbericht                    |         |                               | Westfalenhalle, Dortmund Zuschauer: 7.100 Schiedsrichter: Lemme, Ullrich |

## Abschlussplatzierungen
| Platz | Nation      | Spieler | Trainer          |
| ----- | ----------- | --- | ---------------- |
| 1.    | Polen       | Sławomir Szmal, Adam Weiner, Paweł Orzłowski, Patryk Kuchczyński, Mateusz Jachlewski, Grzegorz Tkaczyk, Karol Bielecki, Artur Siódmiak, Bartłomiej Jaszka, Damian Wleklak, Bartosz Jurecki, Michał Jurecki, Mariusz Jurasik, Rafał Kuptel, Tomasz Tłuczyński, Marcin Lijewski, Krzysztof Lijewski                        | Bogdan Wenta     |
| 2.    | Schweden    | Tomas Svensson, Dan Beutler, Per Sandström, Martin Boquist, Pelle Linders, Henrik Lundström, Johan Jakobsson, Jonas Källman, Jonas Larholm, Oscar Carlén, Jan Lennartsson, Fredrik Lindahl, Dalibor Doder, Marcus Ahlm, Robert Arrhenius, Tobias Karlsson, Johan Petersson                                               | Ingemar Linnéll  |
| 3.    | Deutschland | Henning Fritz, Carsten Lichtlein, Johannes Bitter, Pascal Hens, Frank von Behren, Oliver Roggisch, Dominik Klein, Rolf Hermann, Sebastian Preiß, Oleg Velyky, Holger Glandorf, Markus Baur, Torsten Jansen, Andrej Klimovets, Michael Kraus, Florian Kehrmann, Stefan Schröder, Lars Kaufmann, Sven-Sören Christophersen | Heiner Brand     |
| 4.    | Russland    | Alexei Kostygow, Alexander Saprykin, Oleg Grams, Wassili Filippow, Sergei Predybailow, Andrei Starych, Jegor Jewdokimow, Waleri Mjagkow, Alexei Rastworzew, Alexei Kamanin, Alexander Semikow, Michail Tschipurin, Dmitri Kowaljow, Timur Dibirow, Konstantin Igropulo, Witali Iwanow, Alexei Kainarow                   | Wladimir Maximow |
| 5.    | Tschechien  | Martin Galia, Petr Štochl, Karel Nocar, Michal Brůna, Petr Hrubý, Jiří Vítek, Václav Vraný, Daniel Kubeš, Jan Filip, Jan Sobol, Pavel Horák, Martin Lehocký, Jiří Hynek, Pavel Prokopec, Alois Mráz | Pavel Pauza      |
| 6.    | Serbien     | Dane Šijan, Dimitrije Pejanović, Vladimir Perišić, Rastko Stojković, Dobrivoje Marković, Žarko Šešum, Milan Ćorović, Ivan Nikčević, Vukašin Rajković, Bojan Beljanski, Mladen Bojinović, Petar Nenadić, Rajko Prodanović, Aleksandar Stojanović, Momir Rnić, Aleksandar Stanojević                                       | Jovica Cvetković |